# 스윙 호텔
스윙 호텔(Irving Berlin's Holiday Inn)은 미국에서 제작된 마크 샌드리치 감독의 1942년 멜로/로맨스, 코미디, 뮤지컬 영화이다. 빙 크로스비 등이 주연으로 출연하였고 마크 샌드리치 등이 제작에 참여하였다.

## 출연

### 주연
- 빙 크로스비
- 프레드 아스테어

### 조연
- 마저리 레이놀즈
- 버지니아 데일
- 월터 아벨
- 루이스 베버스

## 제작진
- 미술: 한스 드레이어
- 미술: 롤랜드 앤더슨

## 같이 보기
- 크리스마스 영화 목록